# 宮崎県立小林こすもす支援学校
宮崎県立小林こすもす支援学校（みやざきけんりつ こばやしこすもすしえんがっこう）は、2020年（令和2年）4月に宮崎県小林市に開校した県立特別支援学校。
もともと同市に設置されていた宮崎県立都城きりしま支援学校の分校、小林校が本校として独立する形である。分校時代に引き続き、知的障害者、肢体不自由者を対象とした特別支援教育を行っている。

## 概要
歴史
2005年（平成17年）に「宮崎県立都城養護学校小林校」（分校）として、小林市立東方小学校・東方中学校にそれぞれ小学部と中学部が併設された。2011年（平成23年）には宮崎県立小林高等学校に高等部が併設。2020年（令和2年）4月に宮崎県立小林こすもす支援学校として独立した。
校名の由来
独立にあたり、校名が公募され、小林市の市花であるコスモスという意見が最も多かったため。
設置学部
- 小学部
- 中学部
- 高等部

各学部普通学級と重複学級がある。
通学困難な児童・生徒を対象に訪問教育も行っている。
所在地
- 小学部 - 〒886-0001 小林市東方3216番地 （小林市立東方小学校に併設,北緯32度0分44.6秒 東経131度0分25.1秒）
- 中学部 - 〒886-0001 小林市東方3094番地2 （小林市立東方中学校に併設,北緯32度0分32.2秒 東経131度0分35.2秒）
- 高等部 - 〒886-0007 小林市真方124番地 （宮崎県立小林高等学校に併設, 北緯31度59分54.2秒 東経130度58分25.0秒）

校歌
独立にあたり制定された。作詞・作曲ともに濱田詩朗による。歌詞は3番まである。各番に校名の中にも入っている「こすもす」が登場する。

## 沿革
前史
- 2005年（平成17年）
  - 4月1日 -「宮崎県立都城養護学校小林校」（小学部・中学部）を開設。小林市立東方小学校・東方中学校に併設の形をとる。
  - 6月 - スクールバス運行を開始。
- 2008年（平成20年）4月1日 - 「宮崎県立都城きりしま支援学校小林校」に改称。
- 2010年（平成22年）4月1日 - 訪問教育を開始。
- 2011年（平成23年）4月1日 - 宮崎県立小林高等学校に併設する形で、高等部を設置。
- 2019年（令和元年）
  - 10月 - 独立校の名称が宮崎県立小林こすもす支援学校に決定[2]。
  - 12月 - 新校歌が発表される[1]。
- 2020年（令和2年）4月1日 - 「宮崎県立小林こすもす支援学校」として独立[1][2]。

## 交通
小学部・中学部
最寄りの鉄道駅
- JR九州 吉都線 「小林駅」

最寄りのバス停
- 小林市コミュニティバス 上九瀬線・上原循環線「東方」バス停

最寄りの幹線道路
- 国道265号　「東方中学校入口」交差点

高等部
宮崎県立小林高等学校#交通を参照。

## 周辺
小学部・中学部
- 東方郵便局
- 東方保育園

高等部
宮崎県立小林高等学校#周辺を参照。